# Bremner Bluff
Das Bremner Bluff sind rund 100 m hohe Kliffs an der Südküste von King George Island im Archipel der Südlichen Shetlandinseln. Sie ragen am Westufer der Legru Bay auf.
Das UK Antarctic Place-Names Committee benannte sie 1998 nach dem Geomorphologen Alexander Bremner (1863–1943) einem Pionier der Glaziologie im Nordosten Schottlands.